# Luchezarni (Kurgáninsk, Krasnodar)
Luchezarni (del ruso: Лучезарный), es un posiólok del raión de Kurgáninsk del krai de Krasnodar, en Rusia. Está situado en la orilla derecha del río Labá, afluente del Kubán, en las llanuras de Kubán-Priazov, 14 km al norte de Kurgáninsk y 113 km al este de Krasnodar. Tenía 284 habitantes en 2010
Pertenece al municipio Mijáilovskoye.